# Culex guiarti
Culex guiarti är en tvåvingeart som beskrevs av Blanchard 1905. Culex guiarti ingår i släktet Culex och familjen stickmyggor. Inga underarter finns listade i Catalogue of Life.